# ドイツ赤十字社
ドイツ赤十字社(独語: Deutsches Rotes Kreuz)はドイツの赤十字組織。450万人の会員がおり、国際赤十字赤新月社連盟の中でも3番目に大きい組織である。ドイツ赤十字社はドイツ内外の広い範囲でのサービスを提供している。たとえば、ドイツの緊急医療サービスの最大の経営者であり、高齢者福祉施設を運営し、家族や学生などに社会サービスを提供している。第三世界の人道支援計画に多額の資金援助を行っている。

## 組織
一般的なボランティアメンバーは5つの組織のどれかに所属している。
- Bereitschaften (医療サービス団体、約160,000人)
- Bergwacht (山岳救助団体)
- Wasserwacht (水難救助、護衛団体、約130,000人)
- Sozialarbeit (福祉活動団体)
- Jugendrotkreuz (青年団体)

## 歴史
1864年に通称チャリテと呼ばれている、ベルリンの大学病院を元にドイツ赤十字は設立され、1929年に調印されたジュネーブ条約に基づき公的に認可された有志民間援助組織となった。
1933年、ヒトラーがドイツで独裁体制を固めるにつれ、赤十字もナチスの支配下におかれることとなった。1937年12月にはドイツ赤十字はナチスの法的認可団体の1つとなり、最終的に1938年末、ドイツ赤十字は内務省の社会福祉団体の1つとなり、事実上党の一部となった。
第二次世界大戦の終結後、アメリカ軍政府はナチスとそれに属する全ての組織を違法とする特別法を発布した。『五箇条法』と呼ばれる非ナチ化政策によってその他多くの組織と同じくドイツ赤十字は解散を命じられた。このため、ドイツ赤十字を含む社会福祉団体は戦後復興の中で、東西ドイツで個別に再設立されることとなった。
西ドイツ側のドイツ赤十字社は1952年6月25日に国際赤十字赤新月連盟に認可された。東ドイツ側のドイツ赤十字は1952年10月23日に設立されたが、国際赤十字赤新月連盟に1954年11月9日に認可された。東ドイツ側の赤十字は、その広報活動の一環として、雑誌『Deutsches Rotes Kreuz』（ドイツ赤十字）を発行していた。東西におけるドイツ赤十字の分裂は、西ドイツ側に合併することになった1991年1月1日に終了した。

## 歴代代表者
- 1921年～1933年: Joachim von Winterfeldt-Menkin
- 1933年～1945年: カール・エドゥアルト
- 1950年～1952年: オットー・ゲスラー
- 1952年～1961年: Dr. Heinrich Weitz
- 1961年～1967年: Hans Ritter von Lex
- 1967年～1982年: Walter Bargatzky
- 1982年～1994年: Botho Prinz zu Sayn-Wittgenstein-Hohenstein
- 1994年～2003年: Prof. Dr. Dr. h. c. mult. Knut Ipsen
- 2003年～: Federal minister (retired) Rudolf Seiters